# ولت‌سیمپل
ولت‌سیمپل (انگلیسی: Wealthsimple) شرکت خدمات مالی کانادایی است، که در سال ۲۰۱۵ تأسیس شد.